# Luca Goldoni
Luca Goldoni (Parma, 23 febbraio 1928 – Casalecchio di Reno, 7 ottobre 2023) è stato un giornalista, scrittore e umorista italiano.

## Biografia
Dopo aver conseguito la maturità classica al liceo Romagnosi di Parma, scrisse articoli per la Gazzetta di Parma e Il Resto del Carlino. Durante la sua carriera di cronista fece dapprima l'articolista di cronaca nera, poi l'inviato di guerra, infine l'osservatore di costume. Negli ultimi anni della sua vita collaborò con Il Corriere della Sera e tenne una rubrica fissa settimanale su QN (Resto del Carlino, il Giorno, la Nazione). Gestì inoltre una sua rubrica sul settimanale Oggi.
Fra i suoi molti libri: Lei m'insegna, È gradito l'abito scuro, Cioè,  Se torno a nascere, Maria Luigia donna in carriera, Il sopravvissuto (premio Fenice Europa), Garibaldi, l'amante dei due mondi, Italia al guinzaglio, Vita da bestie (Premio Cimitile 1999), Una bestia per amico. Tra i suoi ultimi titoli: Il mare nell'anima, Tranelli d'Italia e Francesco Baracca scritto con il figlio Alessandro. Ha ricevuto diversi premi tra i quali il Libro d'oro, per aver superato i tre milioni di copie vendute, e la Palma d'Oro al salone dell'umorismo per Non ho parole.
Si è spento il 7 ottobre 2023, all'età di 95 anni.

## Vita privata
Fu sposato con Franca Pancera fino al 2019, quando rimase vedovo. Alessandro Goldoni fu il loro unico figlio.

## Opere
- Scopriamo chi ci tradisce, Bologna, Capitol, 1963.
- (Dal nostro inviato), Bologna, Alfa, 1967.
- La donna e l'automobile, Bologna, Calderini, 1969.
- Italia veniale. Viaggio tra i peccati nazionali, Bologna, Cappelli, 1969.
- Il pesce a mezz'acqua. Viaggio fra gli italiani medi, Bologna, Cappelli, 1970.
- Ma poi sparano. Dal nostro inviato, Bologna, Cappelli, 1971.
- L'altra faccia del mondo, Bologna, Cappelli, 1972.
- È gradito l'abito scuro, Milano, A. Mondadori, 1972.
- Esclusi i presenti, Milano, A. Mondadori, 1973.
- È successo qualcosa? Storie e preistorie di un anno, Milano, A. Mondadori, 1974.
- Dì che ti mando io, Milano, A. Mondadori, 1976.
- Cioè, Milano, A. Mondadori, 1977.
- Uno sguardo dal banco, Milano, Garzanti, 1977.
- Non ho parole, Milano, A. Mondadori, 1978.
- Con ossequi ciao, Milano, Rizzoli, 1979.
- Fiero l'occhio svelto il passo, con Enzo Sermasi, Milano, A. Mondadori, 1979.
- Dipende, Milano, A. Mondadori, 1980.
- Fuori tema, Milano, A. Mondadori, 1980.
- I giorni di Bologna Kaputt, a cura di e con Aldo Ferrari e Gianni Leoni, S.l., Edizioni giornalisti associati, 1980.
- Se torno a nascere, Milano, A. Mondadori, 1981.
- Lei m'insegna, Milano, A. Mondadori, 1983.
- Viaggio in provincia (Roma inclusa), Milano, A. Mondadori, 1984.
- Colgo l'occasione, Milano, A. Mondadori, 1985.
- La tua Africa, Milano, Rizzoli, 1986. ISBN 88-17-85385-2.
- Vai tranquillo, Milano, Rizzoli, 1987. ISBN 88-17-85384-4.
- Mettevamo il prete a letto, con Enzo Sermasi, Milano, A. Mondadori, 1988. ISBN 88-04-30837-0.
- Il sofà di Luca Goldoni, con Enzo Sermasi, Milano, Rizzoli, 1988. ISBN 88-17-85394-1.
- Sempre meglio che lavorare, Milano, Rizzoli, 1989. ISBN 88-17-85364-X.
- Faccio un esempio, Milano, Bompiani, 1989. ISBN 88-450-2850-X.
- Stiamo lavorando per voi, Milano, Rizzoli, 1990. ISBN 88-17-85359-3.
- Maria Luigia donna in carriera, Milano, Rizzoli, 1991. ISBN 88-17-84132-3.
- Messalina una spudorata innocenza, Milano, Rizzoli, 1992. ISBN 88-17-84207-9.
- Benito contro Mussolini, con Enzo Sermasi, Milano, Rizzoli, 1993. ISBN 88-17-84262-1.
- Luca Goldoni presenta vip & vipere. 1000 soprannomi e veleni, Milano, Rizzoli, 1994. ISBN 88-17-84327-X.
- Buon proseguimento, Milano, Rizzoli, 1994. ISBN 88-17-84355-5.
- Diario blu, Milano, Rizzoli, 1995. ISBN 88-17-84432-2.
- Storia d'Italia da Mike Bongiorno in poi, con Pierluigi Ronchetti, Milano, Mondadori, 1996. ISBN 88-04-41517-7.
- Casanova. Romantica spia, con Gianpietro Zucchetta, Milano, Rizzoli, 1997. ISBN 88-17-84547-7.
- Vita da bestie. I miei animali e altre storie, Milano, Rizzoli, 1998. ISBN 88-17-85998-2.
- Il libro di Susanna. Storie e sogni di una bambina nata dai pennelli di un nonno, Milano, Rizzoli, 1999. ISBN 88-17-86219-3.
- L'Accademia pianistica di Imola, con Vittorio Sgarbi e Piero Rattalino, Imola-Milano, Cassa di risparmio di Imola-Rizzoli, 1999.
- Italia al guinzaglio. Storie di animali e dei loro padroni, Milano, Rizzoli, 2000. ISBN 88-17-86533-8.
- Zoo residenziale. Italiani ed altri animali, Milano, Rizzoli, 2001. ISBN 88-17-86844-2.
- Il sopravvissuto, Milano, Rizzoli, 2002. ISBN 88-17-87039-0.
- Una bestia per amico, Milano, Rizzoli, 2003. ISBN 88-17-00018-3.
- Garibaldi. L'amante dei due mondi, Milano, BUR, 2003. ISBN 88-17-10755-7.
- Tanta nebbia per sognare, in Dal grande fiume al mare. Trenta scrittori raccontano l'Emilia-Romagna, Bologna, Pendragon-Regione Emilia-Romagna, 2003. ISBN 88-8342-228-7.
- La prima squadra non si scorda mai. Confessioni pubbliche di tifosi d'alto bordo, con Mauro della Porta Raffo, Barzago, Marna, 2004. ISBN 88-7203-263-6.
- Millezampe. Gli animali si raccontano, con Alessandro Goldoni, Milano, Rizzoli, 2005. ISBN 88-17-00844-3.
- Appena ieri. Come non siamo cambiati, Milano, Mondadori, 2005. ISBN 88-04-53877-5.
- Chiaro e tondo, Milano, Mondadori, 2007. ISBN 978-88-04-56820-9.
- Finché la barca va, con Giancarlo Mazzuca, Bologna, Poligrafici editoriale, 2007.
- La Sardegna che non ti aspetti. Viaggio ironico sentimentale nell'isola che c'è, Sestu, Zonza, 2008. ISBN 978-88-8470-262-3.
- Le mani sul fuoco, Cagliari, Zonza, 2009. ISBN 978-88-8470-274-6.
- Rapsodia italiana. (Un caffè con l'autore), Bologna, Poligrafici editoriale, 2009.
- Asino che sei. Storie di animali che c'illudiamo di conoscere, Milano, Mursia, 2010. ISBN 978-88-425-4528-6.
- Meglio mai che tardi, Milano, Mursia, 2011. ISBN 978-88-425-4462-3.
- Il mare nell'anima. Storie di barca, di spiagge, di oceani, Siena, Barbera, 2012. ISBN 978-88-7899-530-7.
- Tranelli d'Italia. [E nessuno sa più sbrogliare la matassa], Siena, Barbera, 2013. ISBN 978-88-7899-593-2.
- Cosa farò da piccolo. Il futuro alla mia età, Milano, Mondadori, 2018. ISBN 978-88-520-9158-2.